# Нескоротний дріб
Нескоротний дріб у математиці — це дріб у якому чисельник та знаменник цілі числа, які не мають жодного спільного дільника окрім 1 (та -1 для від'ємних чисел). Іншими словами, дріб a⁄b нескоротний, тільки тоді, коли a і b взаємно прості числа, тобто, якщо a і b мають найбільший спільний дільник, який дорівнює 1. У вищій математиці, термін «нескоротний дріб» може також відноситися до раціональних функцій таких, де чисельник та знаменник взаємно прості многочлени. Кожне додатне раціональне число може бути представлено у вигляді тільки одного варіанту нескоротного дробу.
Інколи корисним є еквівалентне визначення: якщо a, b цілі числа, то дріб a⁄b нескоротний тільки в тому випадку, коли не існує іншого еквівалентного дробу c⁄d такого, як |c| < |a| або |d| < |b|, де |a| означає модуль a. (Два дроби a⁄b і c⁄d рівні або еквівалентні тоді й лише тоді, коли ad = bc.)
Наприклад, 1⁄4, 5⁄6, та −101⁄100 є нескоротними дробами. З іншого боку, 2⁄4 скоротний дріб, тому, що він дорівнює 1⁄2, і чисельник 1⁄2 менший за чисельник 2⁄4.
Якщо дріб — скоротний, то його чисельник та знаменник мають спільний дільник. Цей дріб може скоротитися до нескоротного, якщо чисельник та знаменник поділені на їх найбільший спільний дільник. З метою знайти найбільший спільний дільник, можна використати алгоритм Евкліда або факторизацію цілих чисел. Алгоритм Евкліда більш вживаний, тому що він дозволяє скоротити дроби з дуже великими чисельниками та знаменниками, які складно розкласти на множники.

## Приклади
{\displaystyle {\frac {120}{90}}={\frac {12}{9}}={\frac {4}{3}}\,.}
Спершу, обидва числа були поділені на 10, де 10 — це спільний множник 120 та 90. Потім, їх поділили на 3. У кінцевому результаті, 4/3 — нескоротний дріб, бо 4 та 3 не мають жодного спільного дільника, окрім 1.
Початковий дріб також можна скоротити за одну дію, використовуючи найбільший спільний дільник чисел 90 та 120 — 30 (наприклад, НСД (90,120)=30).
{\displaystyle {\frac {120}{90}}={\frac {4}{3}}\,.}
Який метод «вручну» швидший, залежить від дробу та наскільки легко ви помітите спільний дільник. У випадку, якщо знаменник та чисельник занадто великі, тоді, щоб шляхом перевірки довести, що вони взаємно прості, у будь-якому випадку потрібен найбільший спільний дільник, для того, щоб запевнитися, що дріб насправді нескоротний.

## Унікальність
Кожне раціональне число має свій власний унікальний аналог як нескоротний дріб з позитивним знаменником (хоча {\displaystyle {\tfrac {2}{3}}={\tfrac {-2}{-3}}} обидва дроби — нескоротні). Унікальність — це наслідок основної теореми простих цілих чисел, оскільки {\displaystyle {\tfrac {a}{b}}={\tfrac {c}{d}}} означає, що ad = bc, таким чином дві сторони останнього повинні мати один і той самий цілий дільник, однак {\displaystyle a} та {\displaystyle b} не діляться націло, тому всі цілі дільники {\displaystyle a} (якщо його помножити), будуть підмножиною {\displaystyle c} і навпаки {\displaystyle a=c} та {\displaystyle b=d}.

## Застосування
Той факт, що будь-яке раціональне число має власний аналог як нескоротний дріб, застосовується у найрізноманітніших доказах ірраціональності квадратного кореня та інших раціональних чисел. Наприклад, один доказ показує, що якби б квадратний корінь числа 2 був би представленим у вигляді співвідношення цілих чисел, тоді, зокрема, він би повністю скорочувався {\displaystyle {\tfrac {a}{b}}}, де a та b якнайменші; але якщо {\displaystyle {\tfrac {a}{b}}} дорівнює квадратному кореню числа 2, тоді {\displaystyle {\tfrac {2b-a}{a-b}}} також дорівнює квадратному кореню 2 (оскільки, коли ми приводимо до спільного знаменника це з {\displaystyle {\tfrac {a}{b}}}, вони рівні). Тому останнє — це співвідношення менших цілих чисел, отже, це — доведення від супротивного, тобто вищевикладене твердження, що квадратний корінь числа 2 може бути представленим у вигляді співвідношення цілих чисел є хибним.

## Узагальнення
Поняття нескоротного дробу узагальнюється для поля часток будь-якого факторіального кільця: будь-який елемент такого поля може позначатися як дріб, у якому чисельник та знаменник — цілі числа, які діляться на їх найбільший спільний дільник. Особливо це стосується раціональних виразів над полем. Нескоротний дріб для поданого елемента унікальний до множення чисельника та знаменника на той самий зворотній елемент. Що стосується раціональних чисел, то це означає, що кожне число має два нескоротних дроби, пов'язані зі зміною знаку як і чисельника, так і знаменника; цю неоднозначність можна виключити, якщо треба, щоб знаменник був позитивним. Що стосується раціональних функцій, знаменник може так само потребувати бути нормованим многочленом.